# Runtu
Runtu — российский дистрибутив Linux, основанный на базе пакета Ubuntu. В ранних версиях использовался GNOME в качестве графической среды и приложения GTK. В настоящее время (2022) основными являются более легкие среды рабочего стола XFCE4 и Openbox. Идея Runtu заключается в простоте и доступности Ubuntu, наряду с русской локализацией и набором предустановленного программного обеспечения, готового к использованию сразу после установки, в дистрибутиве используется репозиторий Ubuntu и Launchpad PPA.

## История
Проект был основан: 14 мая 2007 года студентами СГПИ: Алексеем Черноморченко (Brullworfel) и Александром Бехером (Molot), тогда же вышла и первая версия дистрибутива. Первоначальное название дистрибутива — «Ubuntu Full Power Архивная копия от 22 ноября 2016 на Wayback Machine». Проект быстро получил популярность среди преподавателей средних школ, благодаря выложенному в Интернете докладу Алексея Черноморченко и Александра Бехера об использовании Linux в образовании. В июне 2007 года дистрибутив и проект были переименованы, в соответствии с новыми правилами использования торговой марки Ubuntu на имя «Runtu», предложенное Александром Бешкенадзе (Akira). До версии Runtu 3 Desktop дизайн системы и сайта, а также логотип разработаны Андреем Семёновым (Dual_Stell). В конце того же месяца была выпущена новая версия дистрибутива — Runtu 1.1. Вскоре после релиза версии 2.0.1 основатели проекта Алексей Черноморченко и Александр Бехер, а также главный дизайнер Андрей Семенов покинули проект из-за разногласий в планах развития системы, и следующий релиз системы Runtu 3.0 вышел 1 октября 2008 уже под руководством Георгия Сапронова. Впоследствии были выпущены сборки Runtu Office Pro и Runtu LXDE 10.04.

## Особенности
Разработчики стремятся, чтобы Runtu был полностью совместим с пакетной базой Ubuntu LTS. Сборка производится с помощью инструментария debootstrap, который формирует систему из отдельных пакетов подключенных репозиториев - main, restricted, universe, multiverse. На данный момент дистрибутив Runtu создаётся для платформы x86 и AMD64 (х86-64), планируется поддержка ARMv8 (в разработке). В дистрибутивах Runtu используются окружения рабочего стола KDE, Openbox, Xfce.
Варианты дистрибутивов Runtu:
- Runtu GNOME — дистрибутив, использующий среду Gnome. Доступны сборки, основанные на Ubuntu 10.04 и Ubuntu 12.04 (интерфейс Gnome Classic).
- Runtu LITE — дистрибутив, использующий среду Openbox (есть сборки, основанные на Ubuntu 10.04, 12.04, 14.04, 18.04, 20.04, 22.04 и 24.04).
- Runtu XFCE — дистрибутив с окружением XFCE4 (есть сборки, основанные на Ubuntu 12.04, 14.04, 16.04, 18.04 и 22.04).
- Runtu Office, «Runtu LXDE» — локализованный дистрибутив на базе Ubuntu, использующий LXDE в качестве окружения рабочего стола. В дистрибутив совмещает в себе низкие системные требования и привычный Windows-пользователям графический интерфейс. По умолчанию в офис-версии предустановлено минимальное количество приложений, тем не менее позволяющие новичку комфортно чувствовать себя в системе. При этом нужные большинству пользователей программные пакеты (например OpenOffice) включены на диск с системой. Доступен релиз версии Runtu AbiWord Office (основан на Ubuntu 10.04).
- Runtu KDE — дистрибутив, использующий окружение рабочего стола KDE Plasma (сборка на базе Ubuntu 22.04).

### Программное обеспечение
Как Ubuntu и другие дистрибутивы GNU/Linux, Runtu содержит набор широко используемых программ для повседневной работы:
- ядро Linux;
- X.Org;
- KDE, XFCE, Openbox — окружение рабочего стола;
- LibreOffice — офисный пакет, включающий текстовый редактор, электронную таблицу, программу создания презентаций и векторный редактор;
- Firefox — популярный браузер;
- Thunderbird — почтовый клиент от Mozilla;
- Wine — программа для запуска приложений Windows;
- GIMP — растровый графический редактор;
- Pidgin — мультипротокольный клиент системы мгновенных сообщений, включая протокол ICQ;
- VLC — свободный кроссплатформенный медиаплеер;
- Audacious, DeaDBeeF — аудиоплееры.

Набор программного обеспечения различается для вариантов LITE и XFCE.
Отличительной особенностью дистрибутива является набор системных утилит, разработанных участником проекта FSnow. Это программное обеспечение доступно в Launchpad-репозитории ppa: fsnow/ppa.

### Локализация
Главное отличие Runtu от Ubuntu состоит в предустановленных пакетах поддержки русского языка, оформлении пользовательского окружения и оптимизации требуемых для работы ресурсов. Runtu содержит оригинальное оформление, которому разработчики придают роль фирменного стиля. На установочном компакт-диске содержатся программы, за которые проголосовали пользователи на форуме разработчиков. Это призвано снизить зависимость пользователей Runtu от интернет-репозиториев.Также в дистрибутиве содержатся пакеты, необходимые для подключения к сетям по протоколу VPN.

### Проприетарные компоненты
Изначально разработчики старались не включать в его состав проприетарное программное обеспечение. В том числе драйверы видеокарт AMD Radeon и Nvidia, декодеры для просмотра различных аудио- и видеоформатов, проигрыватель формата Adobe Flash.
В релизе Runtu 3 Desktop, который официально распространялся через LinuxCenter.ru, не были установлены в системе компоненты, не подошедшие по лицензии:
- Adobe Flash Plugin (заменён свободным аналогом Gnash);
- SunJava (заменён свободным аналогом OpenJDK);
- Unrar (так как модель распространения не соответствует определению «свободной»);
- проприетарные драйверы для Nvidia и ATI (аналогично причине выше);
- символика и темы Ubuntu (требования Ubuntu к дистрибутивам на её основе).

В релизах, основанных на версиях Ubuntu 12.04 и выше, в поставку включены различные кодеки и Adobe Flash Plugin.
Драйверы для видеокарт можно установить отдельно, через специальный модуль или любым иным возможным способом.

### Преимущества и недостатки
ОС имеет меньшие системные требования, чем Windows 7/10, поддерживая в то же время не слишком новое оборудование. Запущенная с рабочим столом Gnome система занимает всего около 200 МБ памяти. Новейшая версия Firefox (66) занимает меньше памяти (от 150 МБ), чем Google Chrome, а резидентный антивирус для Linux обычно не устанавливают. Таким образом, это отличное решение для владельцев устаревающего оборудования, гарантия работы новых версий Windows на котором маловероятна, в то время как Windows XP уже не поддерживается и является уязвимой (последние версии антивирусов требуют Windows 7). Runtu 18.04 занимает около 3 ГБ на жёстком диске, поэтому устанавливается, загружается и завершает работу значительно быстрее, чем Windows 7. В отличие от Ubuntu, Runtu имеет предустановленные кодеки (в составе медиаплеера), русскую локализацию и мастера подключения сотовых модемов.
Недостатками Runtu, как и других версий Linux, является некоторая непривычность интерфейса для пользователей и метода установки (более ограниченного числа) программ.
Live-CD Runtu можно рассматривать также как «аварийный» в случае возникновения проблем с Windows: встроенная поддержка FAT32 и NTFS позволяет читать и писать на такие диски с перспективой исправления ошибок или спасения данных на внешние носители (SD, USB).